# Во (барония)
Барония Во (Vaud, Waadt) — феодальное владение, существовавшее в 1285—1359 годах на территории современного швейцарского кантона Во.
В 1207 году граф Томас I Савойский получил в лен от короля Филиппа Швабского сеньорию Мудон (Moudon) в Стране Во (Pays de Vaud).
В 1233 г. Мудон унаследовал сын Томаса I Пьер. На доходы от своих английских владений он купил несколько соседних фьефов. Его брат Филипп, избранный епископом Лозанны, помог ему приобрести сеньорию Ромон (1240). Сеньоры Обонна, Бьёле, Коссоне, Мен-Мартен-дю-Шена и Фрюанса признали его своим сюзереном. Позже то же самое сделали владельцы фьефов Эставейер, Мекс, Сарра и Бельмон. Граф Женевы Вильгельм II был вынужден уступить Пьеру ряд территорий. Также он купил Шато де Ла Тур-де-Пейл.
В 1253 г. после смерти своего старшего брата Амадея IV Пьер унаследовал Шильон и Шабле, ему принесли вассальную присягу Гуго де Палезьё и Амедей д’Орон. Пьер купил замок Обон и земли в Веве. Граф де Грюйер уступил ему Верхний Грюйер. В 1260 году Пьер купил Ивердон, в 1262 г. — ещё ряд территорий. Его родственник король Ричард Корнуэльский передал ему сюзеренитет над Лопаном и Грасбургом.
В 1263 году Пьер после смерти малолетнего племянника стал графом Савойи, и инкорпорировал Страну Во в состав графства.
В 1268 году Пьер умер. Сыновей у него не было, и он завещал свои владения брату Филиппу — тому самому, который какое-то время числился епископом Лозанны.
Филипп большую часть взрослой жизни носил духовный сан, и не успел завести детей. В 1285 году ему наследовали племянники: Амадей получил Савойю, Луи — Во, при этом сеньория была возведена в ранг баронии. В её состав вошли шателении Мудон, Ромон, Ивердон, Кле, Бьёле, Рю и Кюдрефен, и фьефы, расположенные между Обонном и Вевеизом (Aubonne et la Veveyse) и между Ромоном и Германией
Луи I де Во правил в 1285—1302 гг., его сын Луи II де Во — в 1302—1349 гг.
Сын Луи II Жан погиб в 1339 году, и он с разрешения графа Савойи — своего сюзерена завещал баронию дочери — Катерине.
Она третьим браком вышла замуж за Гильома I, графа Намюра, и по совету супруга в 1359 году продала Во графу Савойи Амедею VI.
В 1536 году Страну Во завоевал Берн.